# 旭町 (白河市)
旭町（あさひちょう）は、福島県白河市の町名。郵便番号は961-0912。1丁目から3丁目まである。

## 経済

### 産業

#### 店舗・企業
| 1丁目 - 会津屋 松島 - 大竹肉店 - 菊池味噌店 - 白河信用金庫 東支店 - ほっともっと白河旭町店（弁当屋） - マイスター - 鷲尾燃料店 | 2丁目 - あい調剤薬局旭店 - 白河手打ち御当地ラーメン奥州白河太鼓のぼお - ケイビ 白河支店 - ふとんハウス若松屋 - 矢萩食品（ところてん・こんにゃく製造、卸） |

## 地域
| 1丁目 - 福島県立白河旭高等学校 1丁目 - 白河信用金庫 イベントホール - 白河警察署東部交番 | 1丁目 - 白河小売酒販組合 - 西白河地方森林組合 - 福島県農業共済組合 白河支所 3丁目 - 中島裕幸税理士事務所 |

## 交通
- 福島県道232号南湖公園線

## 名所・旧跡
- 宗祇戻し（1丁目）
- 松島家蔵座敷建造物群（1丁目） - 2011年11月11日、歴史的風致形成建造物に指定[8]。当主の松島瀧右衛門は、製革肥料毛皮貿易商などを営んだ[9][注 3]。

## 出身人物
- 上原政兵衛（上原商事会長、大興物産社長、日本毛皮革社長、原皮毛皮貿易商、旧姓・松島）[13]
- 松島瀧三（日本毛皮革代表）[14]